# .video
.video là một tên miền cấp cao nhất dùng chung.